# デリック・ルカッセン
デリック・ルカッセン（Derrick Luckassen，1995年7月3日 - ）は、オランダ・アムステルダム出身のサッカー選手。ポジションはディフェンダー。パフォスFC所属。

## 経歴

### クラブ
AZアルクマールのユースチーム出身で、2013-14シーズンはユースチームのキャプテンを務めた。2014年8月29日、クラブと2018年までのプロ契約を結んだ。
2014年8月30日、FCドルトレヒト戦でプロデビューを果たした。2014年10月5日のFCトゥウェンテ戦で初めてフル出場を果たした。
2017年7月10日、ライバルのPSVアイントホーフェンに5年契約で移籍した。2018年4月15日、PSVはライバルのアヤックス・アムステルダムを3-0で破り、2017-18シーズンのエールディヴィジを制した。
2018年8月28日、ヘルタ・ベルリンにレンタル移籍した。

### 代表
ガーナ系オランダ人の両親の間に生まれ、各年代のオランダ代表でプレーしている。